# Chez Régine
Pour les articles homonymes, voir Régine (homonymie).
 (mars 2014).
Si vous disposez d'ouvrages ou d'articles de référence ou si vous connaissez des sites web de qualité traitant du thème abordé ici, merci de compléter l'article en donnant les références utiles à sa vérifiabilité et en les liant à la section « Notes et références ».
 (janvier 2015).
Améliorez-le ou discutez des points à vérifier. 
Chez Régine est une boîte de nuit créée par Régine à Paris au début des années 1970.

## Histoire
Situé 49, rue de Ponthieu, dans le 8e arrondissement, à 50 mètres des Champs-Élysées, le club s'étend sur plus de 400 m2 et a conservé l'essentiel de sa décoration d'origine : jeux de miroirs au plafond, citations d'artistes aux murs, appliques or et argent, piste de danse translucide ayant pour fond une image de panthère.
Le club a été repris par le groupe Octopussy en 2003.
En 2008, le club a été racheté par La Clique, le collectif qui est à l'origine du Baron.
Le club fait partie du Groupe Haussmann Loisirs (GHL), propriétaire du Culture Hall, d'Electric, du théâtre Saint-Germain, de la terrasse de l'hippodrome de Longchamp et des bars à cocktails Schmuck.
Dénommé Regine's en façade, il change de nom au milieu des années 2010 (Trust).